# Comuna Ratniv, Luțk
Ratniv (în ucraineană Ратнів) este o comună în raionul Luțk, regiunea Volînia, Ucraina, formată din satele Ratniv (reședința) și Viktoreanî.

## Demografie
Componența lingvistică a satului Ratniv
     Ucraineană (99,68%)
     Alte limbi (0,21%)
Conform recensământului din 2001, majoritatea populației satului Ratniv era vorbitoare de ucraineană (99,68%), existând în minoritate și vorbitori de alte limbi.